# Felix Hörhager

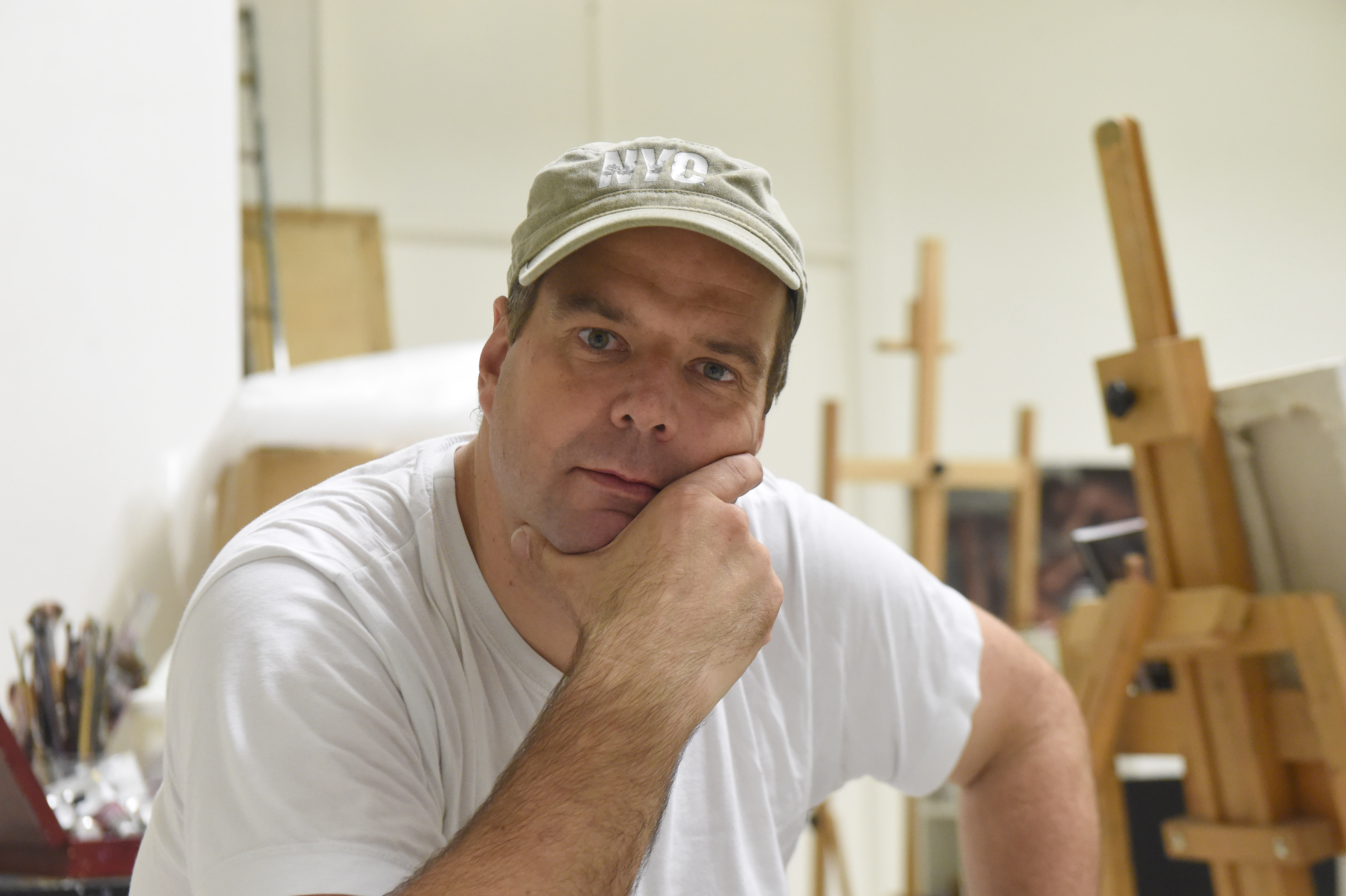
Medienkünstler Felix Hörhager

Felix Hörhager (* 9. September 1968 in München) ist ein deutscher Medienkünstler, Kommunikationsdesigner und Fotograf.

## Leben
Nach einer Tischlerlehre, dem Fachabitur und dem Besuch der Freien Kunstwerkstatt München studierte Felix Hörhager Kommunikationsdesign an der Hochschule für angewandte Wissenschaften München (Diplom 1999) sowie an der Akademie der Bildenden Künste München Kunstlehramt (Staatsexamen 2005) und Videokunst (Diplom 2007). Seit 1999 ist Felix Hörhager beim Bayerischen Rundfunk als Videofotograf und Grafiker tätig. Ab 2007 arbeitet er zudem für die Deutsche Presse-Agentur als freier Bildberichterstatter und Videofotograf. Im selben Jahr beginnt seine intensive Arbeit als Künstler. 2009 stellte er das „TIME“ Projekt im Spiegel der „Lothringer 13“ in München aus und gewann den Wettbewerb „Pressefoto Bayern“ in der Kategorie „Tagesaktualität“. 2010 folgte im gleichen Wettbewerb die gleiche Auszeichnung nochmals. Im Fotowettbewerb „dpa Foto des Jahres“ gewann der Videofotograf drei Preise. Seit 2010 unterrichtet Felix Hörhager als Dozent an der Akademie der Bildenden Künste München und an der Hochschule für angewandte Wissenschaften München. In den Jahren 2009 bis 2017 entstand die Videokunstarbeit Gedankenprojekt, eine Verfilmung seiner „Gedanken nach dem Lesen von Büchern“ (Hermann Hesse/Siddhartha, Milan Kundera/Unerträgliche Leichtigkeit des Seins, Jack London/Wolfsblut und Selma Lagerlöf/Nils Holgersson). Die Premiere des Gedankenprojekts fand 2018 in München statt. An der Videocollage Raumgedanken arbeitet der Medienkünstler seit 2018. Das Ziel: Astronauten „Entspannung zum Mitnehmen“ maßgeschneidert in den Weltraum mitzugeben. Das Gedankenprojekt und die Raumgedanken wurden zum www.spaceprojekt.com. Zusammen ergeben diese Arbeiten einen Videokunstfilm zum Entspannen im Universum, eine Reise des Künstlers in sein „Ich“ sowie eine Startrampe in die dritte Dimension für eine Weltraumoper in fünf Akten. Das spaceprojekt.com wurde im Frühjahr 2022 fertiggestellt. Für dieses Videokunstwerk (Dauer 1:30 Stunden) wurde u. a. in der Kulisse des Science Fiction Films „Stoaway“ in der Bavaria Filmstadt gedreht sowie Aufnahmen der NASA verwendet. Der Flug in die bunte Zukunft des Universums wurde gemalt, da es mit Fotografie und Video nicht möglich ist, Zukunft darzustellen. Mit fotografischen und videografischen Mitteln ist es nur möglich, den Moment der Gegenwart in die Vergangenheit zu sichern. Ein Konsens ergibt sich aus der Formel Ökologie und Raumfahrt = Zukunft x Pi. Mit „colourfuluniverse“ ergeben nun alle Teile zusammen „www.videoart.space“. Dieser zweistündige Videokunstkinofilm soll 2025 Kinopremiere feiern.

## Filmografie (Auswahl)
- 2007: „Die Sieben Todsünden“ – Diplom an der Akademie der Bildenden Künste München
- 2009: „Time“ Projekt
- 2011: „Flussgedanken“ (Richtung Süden im Gedankenprojekt)
- 2013: „Liebesgedanken“ (Richtung Osten im Gedankenprojekt)
- 2015: „Erdgedanken“ (Richtung Westen im Gedankenprojekt)
- 2017: „Luftgedanken“ (Richtung Norden im Gedankenprojekt), Fertigstellung des Gedankenprojekts
- ab 2018 Arbeit an „Raumgedanken“ – erster Satz des Spaceprojekts
- 2022: Spaceprojekt (Gedankenprojekt und Raumgedanken)
- 2023 „Colourfuluniverse“ auf dem fremden Planeten
- 2024 Fertigstellung von „Videoart.space“

## Ausstellungen (Auswahl)
- 2009: „Time“ Projekt – Spiegel – Lothringer 13 München
- 2013: „Stuttgart ONE“ – Stuttgart
- 2014: UNPAINTED im Rahmen von BYOB – Postpalast München
- 2016: UNPAINTED Lab 3 art fair – München
- 2017: UNPAINTED goes Venice – Venedig
- 2018: Premiere Gedankenprojekt – Mathäser Kino München
- 2019: Premiere Raumgedanken - Mathäser Kino München
- 2019: Raumgedanken - Palazzo Albrizzi - Capello - Venedig
- 2022: Premiere Spaceprojekt
- 2023 Bavaria Filmtour - Eröffnung des Gedankenkompass
- 2023 Akt die Treppe herabsteigend - Bayerisches Nationalmuseum
- 2024 Wow Museum QR Code www.spaceprojekt.com

## Preise (Auswahl)
- Pressefoto Bayern 2009 - 1. Preis Tagesaktualität
- Pressefoto Bayern 2010 - 1. Preis Tagesaktualität[3]
- dpa Foto des Jahres 2013 - 1. Preis Entertainment-Kultur
- dpa Foto des Jahres 2014 - 3. Preis Entertainment-Kultur
- dpa Foto des Jahres 2018 - 1. Preis Features[4]